# Sistemi di garanzia partecipata
I sistemi di garanzia partecipata o SGP (in inglese, Participatory Guarantee Systems o PGS) raggruppano organizzazioni e strategie con l'obiettivo di fornire ai consumatori una forma alternativa e partecipata di garanzia.

## Definizione
Nel 2008, l'IFOAM (Federazione Internazionale dei Movimenti per l'Agricoltura Biologica) ha dato la seguente definizione:
Gli SGP rappresentano una alternativa alla certificazione di una terza parte fidata (TTP), particolarmente adatta all'economia locale e alle filiere corte: gli scambi avvengono soprattutto in brevi circuiti (massimo un intermediario) come i mercati locali, agricoli o di convenienza. Inoltre, essi possono integrare la certificazione di terze parti per mezzo di un marchio privato, che fornisce ulteriori garanzie e trasparenza. Gli SPG permettono la partecipazione diretta di produttori, consumatori e altre parti interessate:
- alla scelta ed elaborazione del capitolato d'appalto;
- allo sviluppo e all'implementazione delle procedure di certificazione;
- alla delibera della certificazione.

I sistemi di garanzia partecipata sono pure indicati con l'espressione generica "certificazione partecipata".